# Ottokar I de Stiria
Ottokar I (d. 1064) a fost conte de Steyr și fondatorul dinastiei Otakar. Între 1056 și 1064 Ottokar a fost margraf de Carantania, marcă devenită ulterior Ducat de Stiria (Steiermark).
Fiii lui Ottokar au fost Adalbero și Ottokar al II-lea, margrafi de Stiria. Ottokar este cunoscut datorită faptului că a pus capăt confruntărilor cu Regatul Ungariei.
Ottokar își avea originea în Traungau și a fost fiul lui Otakar/Oci al V-lea (d. 1020) și a soției sale, Willibirg, fiica lui Arnold al II-lea de Wels-Lambach. În anul 1048 este atestat documentar cu titlul de conte de Chiemgau. După ce conții de Wels-Lambach au murit, el a devenit margraf de Carantania în 1056, marcă al cărui nume a fost schimbat în Stiria (Steiermark) după numele Castelului Steyr din Traungau. 
Ottokar a fost căsătorit cu Willibirg de Eppenstein, probabil o fiică a ducelui Adalbero de Carintia. El a fost moștenitorul comun al teritoriilor Wels-Lambach și după 1056 advocatus în Lambach. Ottokar a fost, de asemenea, executor judecătoresc în Traunkirchen, Obermünster și Persenbeug și co-fondator al Mănăstirea Admont. El s-a implicat și în fondarea bisericii colegiale din Garsten.
Fiii săi, Adalbero (de partea regelui) și Ottokar (de partea papei) s-au implicat în Controversa pentru învestitură aflându-se în tabere contrare. Margraful Adalbero a căzut în luptă în 1082, iar Ottokar a devenit margraf. 

## Descendenți
- Adalbero cel Aspru, conte de Ennstal (d. 22 noiembrie 1082; ucis),
- Ottokar al II-lea, margraf între 1082 și 1122.